# Bauhinia pes-caprae
Bauhinia pes-caprae là một loài thực vật có hoa trong họ Đậu. Loài này được Cav. miêu tả khoa học đầu tiên.